# ShyなDestiny
「ShyなDestiny」（シャイなデスティニー）は、日本の女性アイドルグループ・Juice=Juiceのメンバーである林仁愛のデジタル・ダウンロードシングル。2025年8月5日にUP-FRONT WORKSから配信された。

## 背景
- 2024年12月23日、当時ハロプロ研修生だった林が当該楽曲の歌唱を担当したことがメメントモリの公式Xで発表された[2]。
- 2025年6月23日、林のJuice=Juiceへの加入が決まったため[3]、その後当該楽曲の配信開始が決定した際の告知については、Juice=Juiceの公式Xで行っている[4]。

## メディアでの使用
- ShyなDestiny
スマートフォン・PC向けRPG『メメントモリ』登場キャラクター「アイリーン」専用曲

## 収録曲
| #         | タイトル         | 作詞・作曲・編曲                    | 時間 |
| --------- | ---------------- | ----------------------------------- | ---- |
| 1.        | 「ShyなDestiny」 | BOI（バンク・オブ・イノベーション） | 4:10 |
| 合計時間: | 合計時間:        | 合計時間:                           | 4:10 |

## リリース日一覧
| 地域 | リリース日   | レーベル       | 規格                 | カタログ番号                                    |
| ---- | ------------ | -------------- | -------------------- | ----------------------------------------------- |
| 日本 | 2025年8月5日 | UP-FRONT WORKS | ダウンロードシングル | UFDL-1563（AAC-LC・44.1kHz/16bit・128/320kbps） |